# Trigodon
Trigodon es un género extinto de mamíferos de la familia Toxodontidae, del suborden de los Toxodonta, del orden Notoungulata perteneciente a los meridiungulados. Existió desde hace 11,61 millones de años hasta hace 3 millones de años (Mioceno Superior y Plioceno). Eran animales de patas y cuellos cortos que todavía no habían desarrollado una cruz con forma de joroba, como los toxodontos posteriores.

## Especies
Trigodon minus. Vivió desde hace 11,61 hasta hace 7,25 millones de años.
Trigodon gaudryi. Existió entre 8 y 3 millones de años atrás. El representante más conocido de la familia Haplodonteriinae y que caracteriza a la fauna montehermosense, un ungulado nativo herbívoro cuyo tamaño y aspecto general era intermedio entre el rinoceronte blanco y el hipopótamo pigmeo. Se especula que presentaba un cuerno en la frente, defensivo o de adorno, para el apareamiento ya que el cráneo posee una almohadilla de hueso en la zona de la frente similar a la que soporta el cuerno hecho de queratina de los rinocerontes. Pesaba entre 1,5 y 2 toneladas. Pudo tener hábitos semiacuáticos como los del tapir actual, aunque no estaba adaptado a la carrera. Se extinguió a finales del Plioceno hace tres millones de años, siendo sustituido por toxodontes más avanzados, como Toxodon.

## Distribución
Ladera oriental de los Andes, Bolivia, Perú, y llanuras en Uruguay, la formación Solimões, Alto río Acre, Estado de Acre (Brasil) y en zonas costeras marítimas (como Monte Hermoso) y del interior (como Olavarría)  de la Provincia de Buenos Aires (Argentina).